# Каплан, Хаим Арон
Хаим Арон Каплан (19 сентября 1880, Городище — 1942 или 1943, лагерь смерти Треблинка) — польский педагог и жертва Холокоста.

## Биография
Хаим Арон Каплан посещал Иешиву в Мире и Государственный педагогический институт в Вильнюсе. В 1902 году он переехал в Варшаву и основал там частную еврейскую начальную школу и стал директором школы. Он опубликовал много разных школьных и детских книг. В 1921 году Каплан посетил США. С 1933 года он начал вести свой дневник. В 1936 году он приехал Палестину, собираясь переехать туда со своими двумя детьми, которые на тот момент там уже жили. Но он не нашёл работу и был вынужден вернуться в Варшаву, где жил на Новолипской улице, дом 20. В 1937 году он опубликовал свою первую книгу «Пецурай» на иврите. После начала Второй мировой войны дневник был спасён его другом Рубинштейном, который работал за границами Варшавского гетто и передавал их поляку. Дневник Каплана передаёт хорошее представление ежедневной жизни в Варшавском гетто. В августе 1942 года он с его женой были депортированы в лагерь смерти Треблинка. В конце 1942 или начале 1943 года он с его женой были убиты отравляющим газом. Его дневники были опубликованы лишь десятилетиями позднее.

## Опубликованные книги
- Язык моего народа: книга по чтению, письму и говорению для начинающих, 1914
- Правильно написано: Книга для копирования и чтения сейсмологически: полный и законченный пригодный для использования курс орфографии Иврит…, 1919
- Книга игр: Аттракционы и гимнастика: пособие для родителей, учителей и учащихся, 1922
- Еврейская грамматика, 1924
- Пасхальная Агада: художественное и научное издание в новом свете на иврите, 1924
- Народы Библии: исторические картины из жизни древних народов Востока, 1926
- Пятое: Истории пятёрки для начинающих объясняют и рисуют, 1927
- Диаспора, 1937
- Свиток агонии: Варшавский дневник Хаима А. Каплана[7]